# Diaporthe abdita
Diaporthe abdita är en svampart som beskrevs av Sacc. & Speg. 1878. Diaporthe abdita ingår i släktet Diaporthe och familjen Diaporthaceae.   Inga underarter finns listade i Catalogue of Life.